# Tapinogyna oxypeuces
Tapinogyna oxypeuces är en fjärilsart som beskrevs av Turner 1933. Tapinogyna oxypeuces ingår i släktet Tapinogyna och familjen mätare. Inga underarter finns listade i Catalogue of Life.